# Metin Çelik
Metin Çelik (Gölcük (Turkije), 3 april 1970) is een Nederlandse politicus. Hij was van 17 juni 2010 tot 20 september 2012 lid van de Tweede Kamerfractie van de PvdA. Sinds 1 april 2015 is hij lid van de Provinciale Staten van Zuid-Holland. Çelik is sinds 28 maart 2019 voorzitter van de Statenfractie van DENK in Zuid-Holland.

## Loopbaan
Çelik voltooide in 1987 de leao, en volgde twee jaar onderwijs aan de meao tot 1989. In 1991/1992 volgde hij de politieopleiding LSOP in Lochem en in 1993 werd hij werkzaam in Rotterdam Centrum en in 1998 in Schiedam voor zes jaar, eerst als hoofdagent, later als brigadier. In 2004 werd hij chef infodesk bij de regionale informatie-organisatie, van 2005 tot 2007 volgde hij de opleiding Operationeel Leidinggevende Leergang en in 2008 begon hij de post-HBO-opleiding management organisatie en beleid. In 2009 werd hij plaatsvervangend hoofd van de wijkpolitie van Capelle aan den IJssel en Krimpen aan den IJssel. In februari 2010 werd hij ook daadwerkelijk waarnemend hoofd tot zijn afscheid van de politie in mei 2010.

### Politieke carrière
In 1998 werd Çelik lid van de Rotterdamse gemeenteraad, wat hij tot 2010 bleef. In de gemeenteraad was hij plaatsvervangend voorzitter, en enige tijd voorzitter van de commissie Fysieke infrastructuur, Buitenruimte en Sport. Hij was woordvoerder ruimtelijke ordening, volkshuisvesting, wijkaanpak en groot stedenbeleid (tot 2006) en onderwijs (2006-2008). Bij zijn afscheid in maart 2010 werd Çelik benoemd tot Ridder in de Orde van Oranje-Nassau en kreeg hij de Wolfert van Borselenpenning.
Tussen 2010 en 2012 was Çelik lid van de Tweede Kamer. Hij diende in 2012 een initiatiefwetsvoorstel in om te voorkomen dat bestuurders van een zwakke school een nieuwe school kunnen oprichten. In aanloop naar de Tweede Kamerverkiezingen 2012 werd Çelik door het partijbestuur op een onverkiesbare positie geplaatst, waarna Çelik aangaf af te zien van een plek op de lijst.
In 2015 werd Çelik lid van de Provinciale Staten namens de Partij van de Arbeid. Uit onvrede met zijn positie op de kandidatenlijst voor de Statenverkiezingen van 20 maart 2019, maakte Çelik in december 2018 bekend op te stappen als Statenlid namens de PvdA en lijsttrekker te worden voor de partij DENK voor de verkiezingen.
Tijdens de Statenverkiezingen behaalde DENK één zetel in de Provinciale Staten van Zuid-Holland. Op 28 maart 2019 werd Çelik benoemd als Statenlid en fractievoorzitter. In juni 2020 werd hij interim-partijvoorzitter tot aan de Tweede Kamerverkiezingen van 17 maart 2021.